# João Capela
João Carlos Santos Capela (Lissabon, 7 augustus 1974) is een Portugees voormalig voetbalscheidsrechter. Hij was in dienst van FIFA en UEFA tussen 2011 en 2019. Ook leidde hij van 2007 tot 2019 wedstrijden in de Primeira Liga.
Op 25 november 2007 leidde Capela zijn eerste wedstrijd in de Portugese eerste divisie. De wedstrijd tussen Marítimo en Naval 1º de Maio eindigde in 0–1. Hij gaf in dit duel vier gele kaarten. Vier jaar later, op 14 juli 2011, floot hij zijn eerste wedstrijd in de UEFA Europa League, toen in de tweede ronde Paksi SE met 1–1 gelijkspeelde tegen Tromsø IL. Capela gaf in dit duel tweemaal een gele kaart aan een speler. Zijn eerste wedstrijd in de UEFA Champions League volgde op 23 juli 2013. Željezničar en Viktoria Pilsen troffen elkaar in de tweede ronde (1–2). In dit duel deelde de Portugese leidsman zes gele kaarten en één rode uit.

## Interlands
| Datum           | Plaats            | Wedstrijd                               | Uitslag | Competitie        | Kreeg geel | Kreeg voor de tweede keer geel en dus rood | Weggestuurd |
| --------------- | ----------------- | --------------------------------------- | ------- | ----------------- | ---------- | ------------------------------------------ | ----------- |
| 4 juni 2014     | Faro, Portugal    | Gibraltar – Malta                       | 1 – 0   | Vriendschappelijk | 6          | 0                                          | 0           |
| 11 oktober 2018 | Barcelona, Spanje | Verenigde Arabische Emiraten – Honduras | 1 – 1   | Vriendschappelijk | 0          | 0                                          | 0           |